# Нижньогородський трамвай
Нижньогородський трамвай — діюча трамвайна мережа у місті Нижній Новгород, Росія, що діє з 8 травня 1896 року. Мережа має три трамвайні депо.

## Маршрути
Більшість трамвайних маршрутів курсують Нагірною (верхньою) і Зарічною (нижньою) частинами міста. 4 маршрути з 16 з'єднують два береги річки Ока.
     — діючі маршрути
     — закриті маршрути
| Перелік трамвайних маршрутів в місті Нижній Новгород | Перелік трамвайних маршрутів в місті Нижній Новгород | Перелік трамвайних маршрутів в місті Нижній Новгород | Перелік трамвайних маршрутів в місті Нижній Новгород | Перелік трамвайних маршрутів в місті Нижній Новгород | Перелік трамвайних маршрутів в місті Нижній Новгород                                                                                                |
| №                                                    | Кінцевий пункт, А                                    | Кінцевий пункт, Б                                    | Протяжність, км                                      | № депо                                               | Примітки |
| ---------------------------------------------------- | ---------------------------------------------------- | ---------------------------------------------------- | ---------------------------------------------------- | ---------------------------------------------------- | --- |
| 1                                                    | Московський вокзал                                   | Чорний ставок                                        | ~11                                                  | 2                                                    | |
| 1E                                                   | Благовещенська площа                                 | Скоба                                                |                                                      | 1                                                    | Ексурсійний маршрут через Річковий вокзал |
| 1K                                                   | Благовещенська площа                                 | Чорний ставок                                        | 2,5                                                  | 2                                                    | Тимчасово закривався з 11 квітня 2012 через зсув |
| 1K                                                   | Благовещенська площа                                 | Чорний ставок                                        | 2,5                                                  | 1                                                    | Працював 20.05.2011 — 13.08.2011 |
| 2                                                    | Площа Лядова                                         | Чорний ставок                                        |                                                      | 1                                                    | Кільцевий |
| 3                                                    | Московський вокзал                                   | Парк «Дубки»                                         | 7                                                    | 2                                                    | |
| 5                                                    | Вулиця Маслякова                                     | Платформа «Миза»                                     | 6,5                                                  | 1                                                    | З 28.05.2018 року маршрут подовжено до вул. Маслякова                                                                                               |
| 6                                                    | Московський вокзал                                   | Сормово                                              | 18,4                                                 | 2                                                    | Напівкільцевий, через Центр |
| 7                                                    | Московський вокзал                                   | Сормово                                              | 18,4                                                 | 2                                                    | Напівкільцевий, через Центр |
| 8                                                    | Вулиця Ігарська                                      | Гнилиці                                              | 13,9                                                 | 3                                                    | |
| 9                                                    | Благовещенська площа                                 | Московський вокзал                                   | ~14                                                  | 2                                                    | Скасований з 11 квітня 2012 через зсув |
| 10                                                   | Платформа «Миза»                                     | Московський вокзал                                   | 13,5                                                 | 1                                                    | Скасований з 17 грудня 2011 |
| 11                                                   | Благовещенська площа                                 | Чорний ставок                                        | 2,5                                                  | 1                                                    | З 17 серпня 2018 по 9 травня 2019 тимчасово закритий. До 13 квітня 2014 обслуговувався депо № 2. Переважно маршрут сезонний, курсує в літній період |
| 18                                                   | Лапшиха                                              | Площа Лядова                                         | 8,7                                                  | 1                                                    | Кільцевий. З 28.05.2018 року скасований заїзд до трамвайного депо № 1                                                                               |
| 19                                                   | Трамвайне депо № 1                                   | Платформа «Миза»                                     | 8,5                                                  | 1                                                    | Працює тільки в «годину пік» |
| 21                                                   | Парк «Дубки»                                         | Чорний ставок                                        | ~11                                                  | 2                                                    | Не працював до 1 серпня 2017 |
| 22                                                   | Станція «Автозаводська»                              | Вулиця Строкіна                                      | 6,1                                                  | 3                                                    | Працює лише у будні |
| 27                                                   | Московський вокзал                                   | Трамвайне депо № 1                                   |                                                      | 1                                                    | З 16.06.2017 року маршрут подовжено до Чорного ставка через вул. Ільїнську та вул. Добролюбова                                                      |
| 28                                                   | 52-й квартал                                         | Гнилиці                                              | 12,4                                                 | 3                                                    | Працює лише у святкові дні |
| 417                                                  | 52-й квартал                                         | Московський вокзал                                   | 15,5                                                 | 3                                                    | |

## Рухомий склад
| Фото | Тип моделі         | 2012 | 2018 |
| ---- | ------------------ | ---- | ---- |
|      | Tatra T3SU         | 100  | 80   |
|      | КТМ-5 (КТМ-5М3)    | 47   | 39   |
|      | Tatra T3SU KVR TRZ | 39   | 39   |
|      | Tatra T6B5         | 31   | 23   |
|      | KTM-19KT           | 28   | 28   |
|      | KTM-5A             | 20   | 20   |
|      | KTM-8KM            | 19   | 19   |
|      | KTM-8K             | 8    | 8    |
|      | KTM-19K            | 1    | 1    |
|      | 71-407             | 1    | 31   |
|      | 71-409             |      | 1    |
|      | ЛМ-2008            | 1    | 12   |
|      | KTM-23             | 1    | 1    |
|      | 71-403             | 15   | 21   |
|      | РВЗ-6М2            | 2    | 2    |
|      | Всього:            | 313  | 325  |

## Галерея

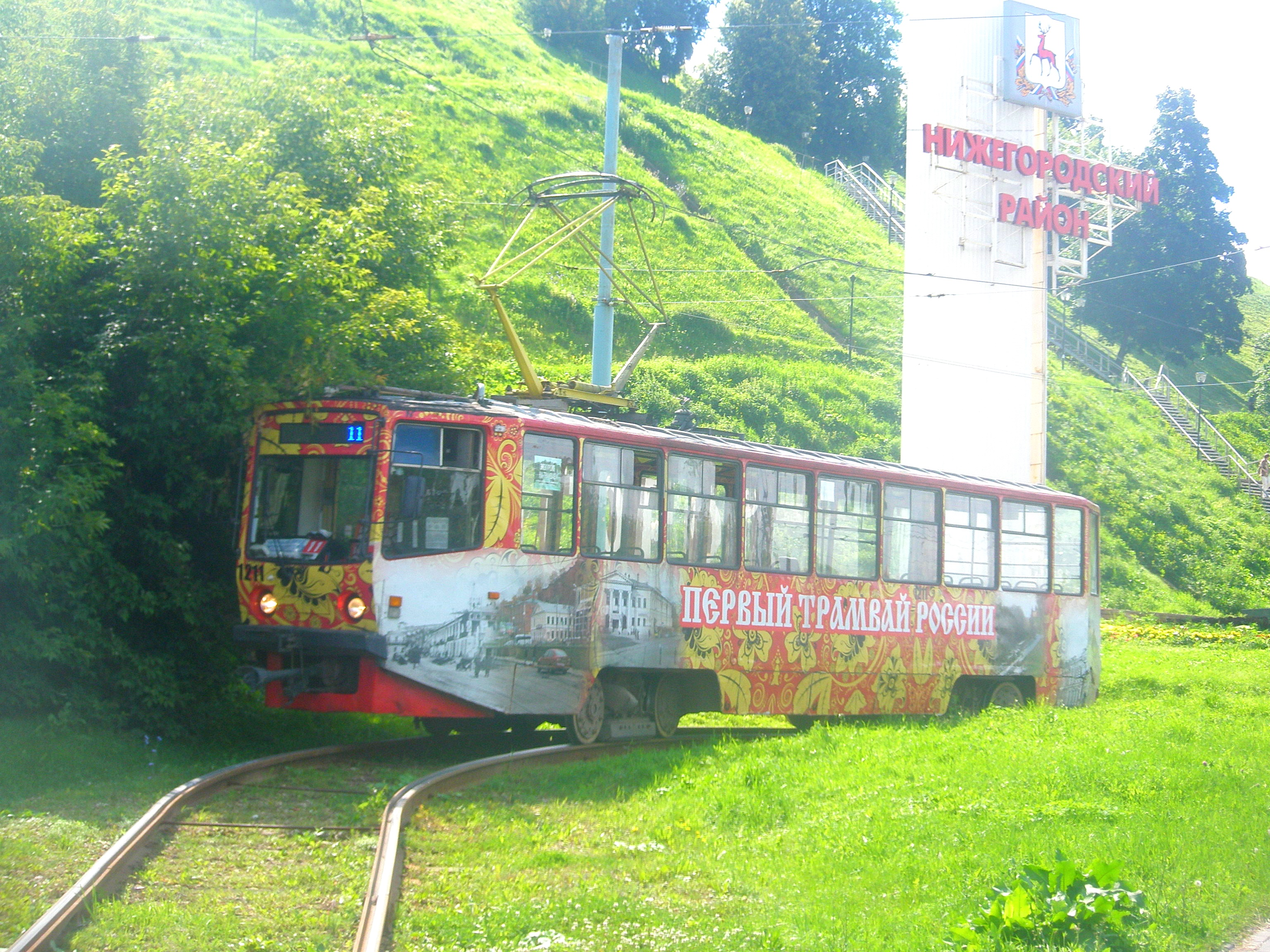
KTM-8K № 1211
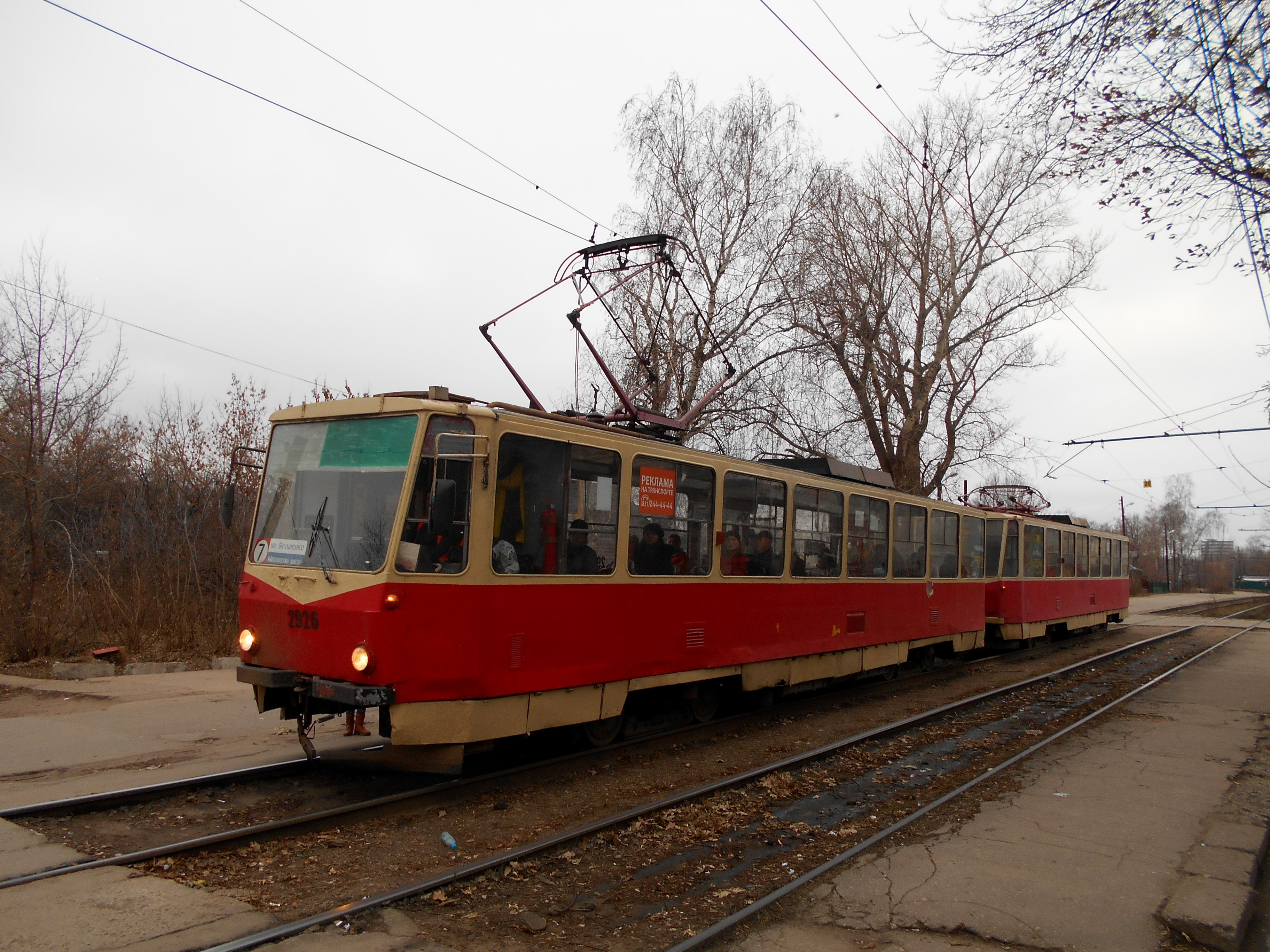
Tatra T6B5 №  2926+2927
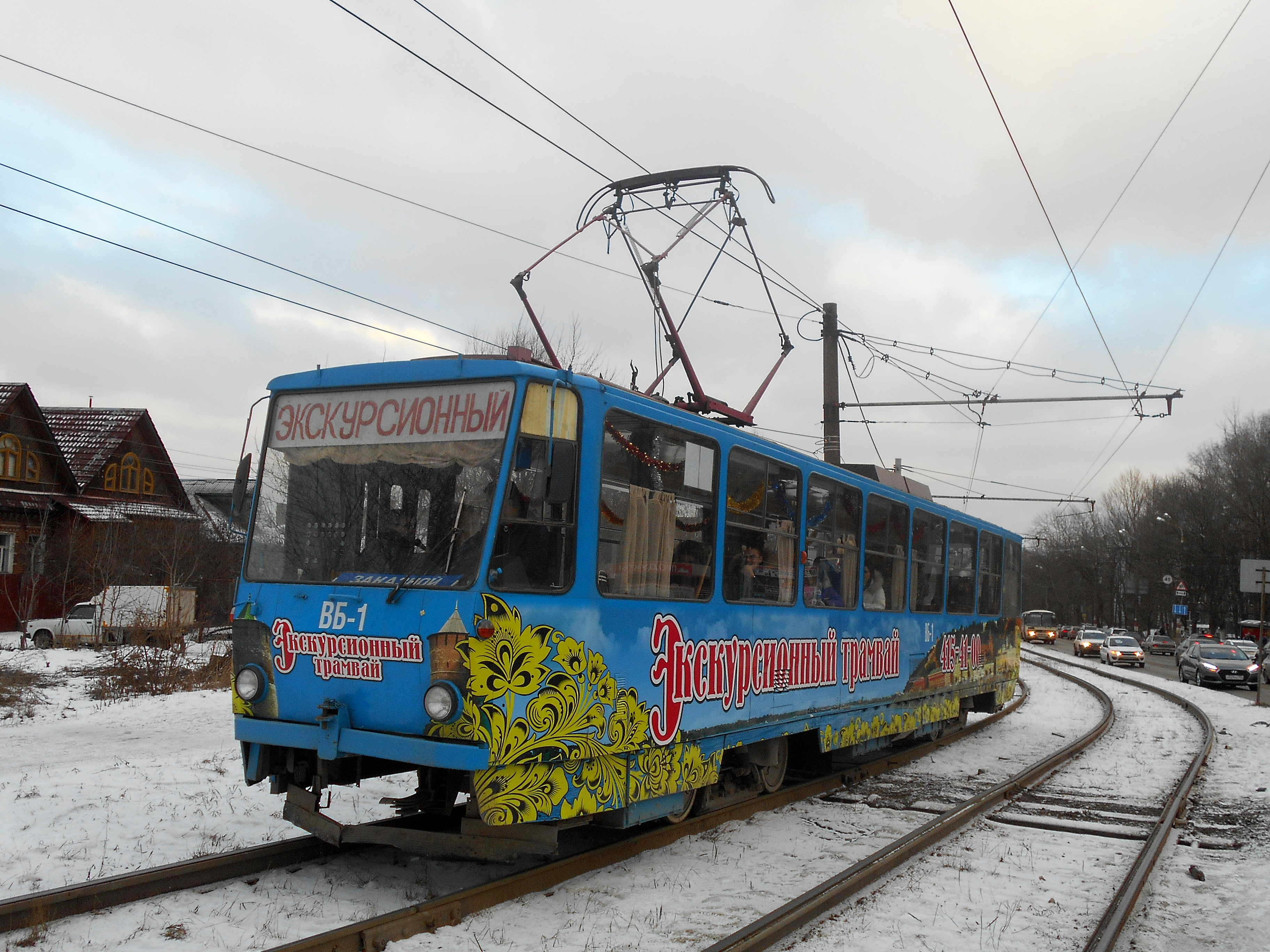
Tatra T6B5 № ВБ-1
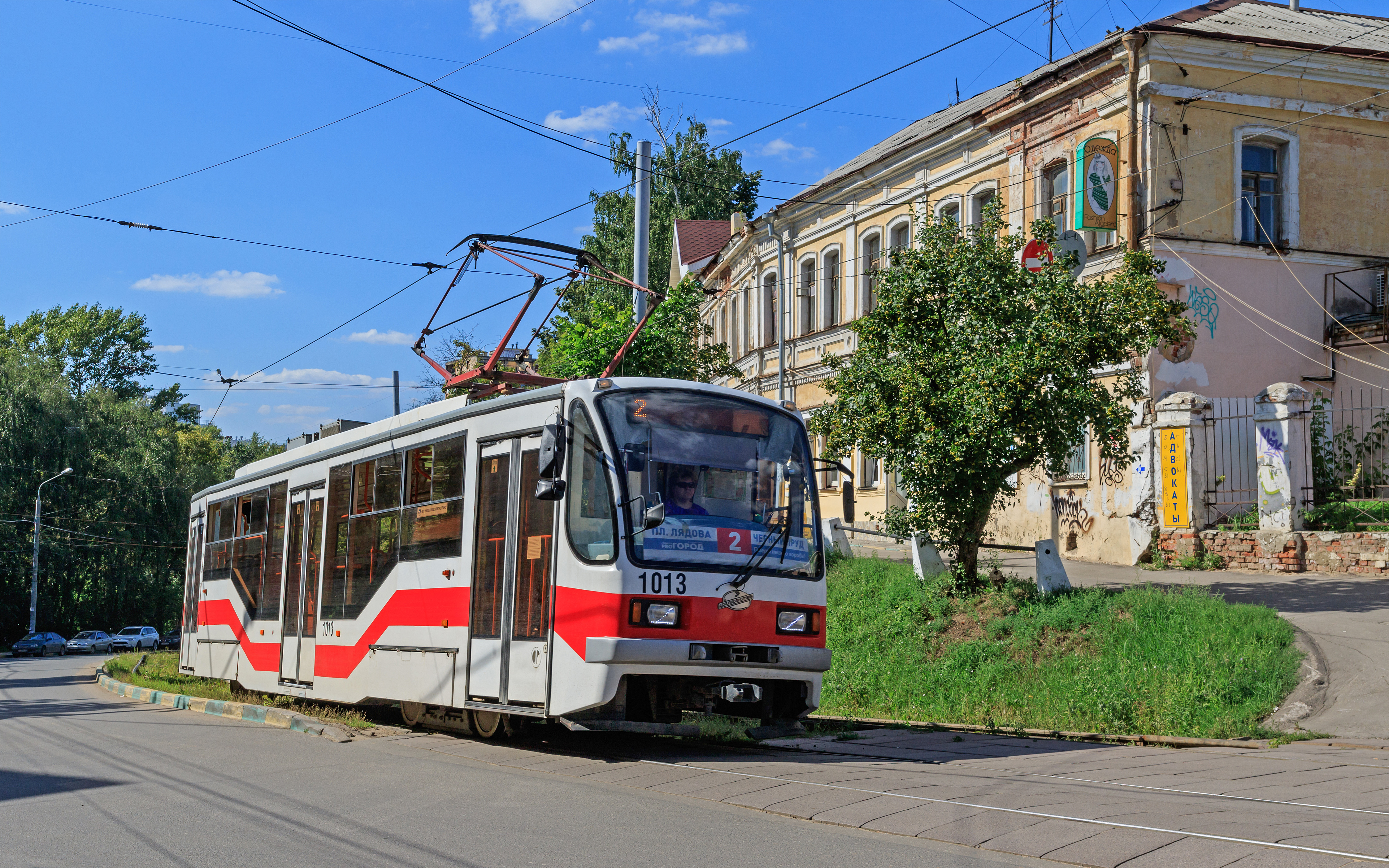
71-407 № 1013